# JCDecaux
JCDecaux là một tập đoàn kinh tế Pháp hoạt động trên lĩnh vực quảng cáo. Đây là tập đoàn quảng cáo đứng thứ hai thế giới, đứng đầu châu Âu và châu Á - Thái Bình Dương trên lĩnh vực quảng cáo ngoài trời. JCDecaux nổi tiếng với các sản phẩm công cộng như abribus (nhà chờ xe bus), sanisette (nhà vệ sinh công cộng) và vélib' (xe đạp công cộng).

## Lịch sử
Năm 1964, nhà kinh doanh Jean-Claude Decaux (sinh năm 1937) đề xuất ý tưởng về "Mobilier Urbain" - các sản phẩm công cộng vừa dùng để phục vụ các hoạt động công cộng, vừa dùng để kinh doanh quảng cáo. Để hiện thực hóa ý tưởng của mình, Jean-Claude Decaux thành lập công ty quảng cáo JCDecaux và bắt đầu hoạt động ở thành phố Lyon bằng việc đề nghị thành phố cho công ty cung cấp miễn phí các nhà chờ xe bus (abribus), đổi lại công ty sẽ được sử dụng các nhà chờ này để quảng cáo. Ngay lập tức sáng kiến của Decaux đã thành công và việc kinh doanh của công ty được mở rộng ra các thành phố lớn khác như Grenoble, Angers và Poitiers. Năm 1972, JCDecaux đưa ra sản phẩm mới là các biển quảng cáo công cộng MUPI (Mobilier urbain pour l'information), cũng trong thập niên 1970 công ty bắt đầu thâm nhập thị trường lớn nhất nước Pháp là thủ đô Paris. Tại đây vào năm 1980, JCDecaux đưa ra sản phẩm sanisette, một loại nhà vệ sinh công cộng tự động, khép kín, có hình dáng nhỏ gọn phù hợp với các thành phố lớn cũng như bảo vệ được môi trường cho các khu du lịch náo nhiệt như Paris. Năm 1992, công ty cho cải tạo các cột Morris với nhiều tính năng mới như cột điện thoại công cộng.
Năm 1999, sau khi sáp nhập công ty quảng cáo khổ lớn số 1 châu Âu và quảng cáo sân bay số 1 Thế giới là Avenir, JCDecaux trở thành công ty quảng cáo ngoài trời lớn thứ hai thế giới. Năm 2002, JCDecaux trở thành công ty tiên phong trong lĩnh vực xe đạp công cộng với việc mở dịch vụ cho thuê 900 xe đạp ở Viên (Áo, sau đó là Cordoue và Gijon (Tây Ban Nha). Năm 2007, với sự đồng ý của thị trưởng Paris Bertrand Delanoë, JCDecaux mở dịch vụ cho thuê xe đạp Vélib' tại thủ đô nước Pháp, dịch vụ này đã gây tiếng vang lớn và JCDecaux được tạp chí Time đánh giá là đã góp phần quan trọng vào phong trào bảo vệ môi trường với dịch vụ mới của mình.
Từ năm 2002, tỷ phú Jean-Claude Decaux (người giàu thứ 6 nước Pháp tính đến năm 2008) đã giao lại quyền quản lý công ty cho hai con trai là Jean-François và Jean-Charles Decaux.

## Kinh doanh
JCDecaux có cổ phiếu giao dịch tại thị trường chứng khoán Paris (Bourse de Paris), cổ phiếu của công ty thuộc nhóm chỉ số chứng khoán CAC Mid 100 với mã số giao dịch FR0000077919, 77% cổ phần công ty thuộc về gia đình nhà Decaux.
Tính đến hết năm 2008 công ty có 351.000 biển quảng cáo công cộng gắn với nhiều loại hình dịch vụ công cộng như abribus (nhà chờ xe bus), sanisette (nhà vệ sinh công cộng), cột quảng cáo, xe đạp công cộng,... Các dịch vụ của JCDecaux không chỉ nhằm mục đích kinh doanh quảng cáo mà còn đem lại cho các thành phố lớn các dịch vụ tiện lợi và phù hợp với cảnh quan đô thị. Hiện JCDecaux hoạt động trên 2.800 thành phố thuộc 28 quốc gia khác nhau.

## Hình ảnh

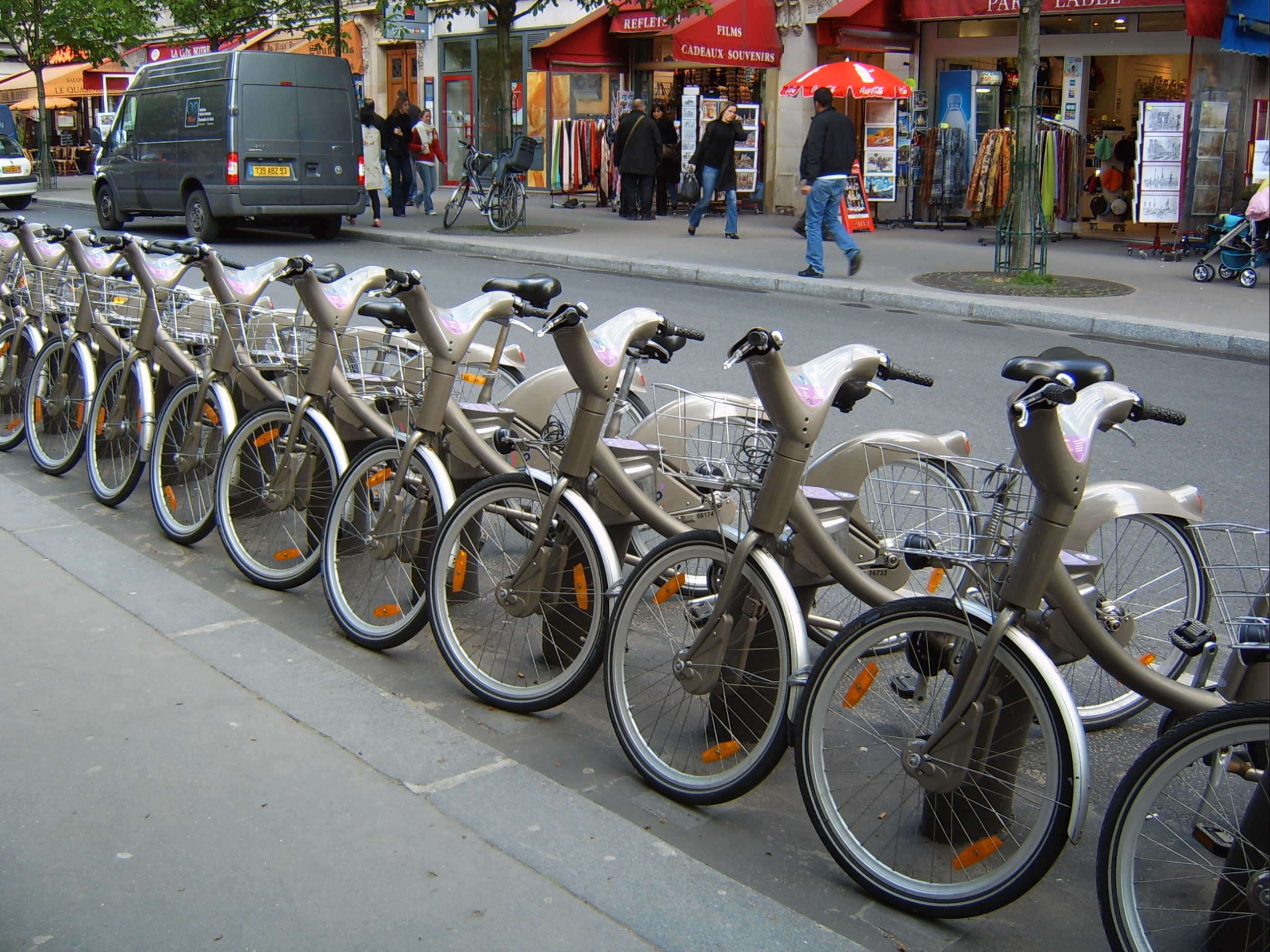
Vélib'
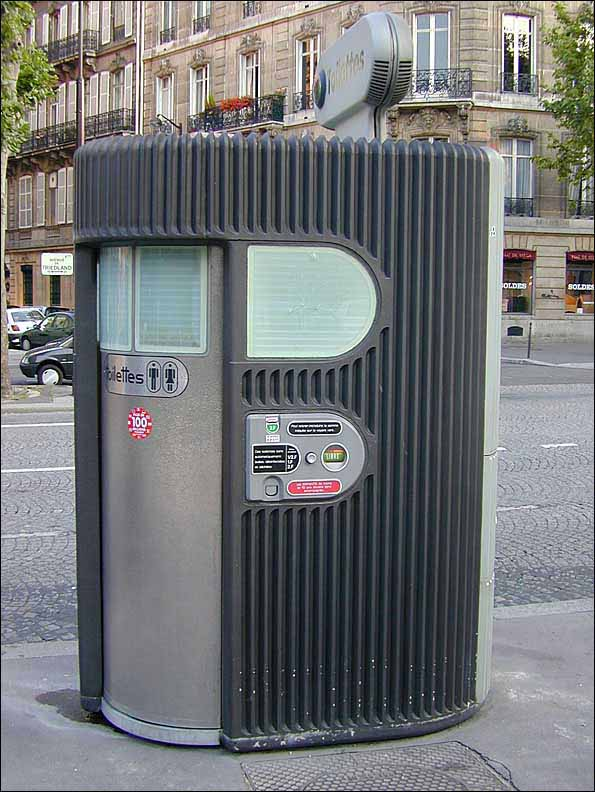
Sanisette
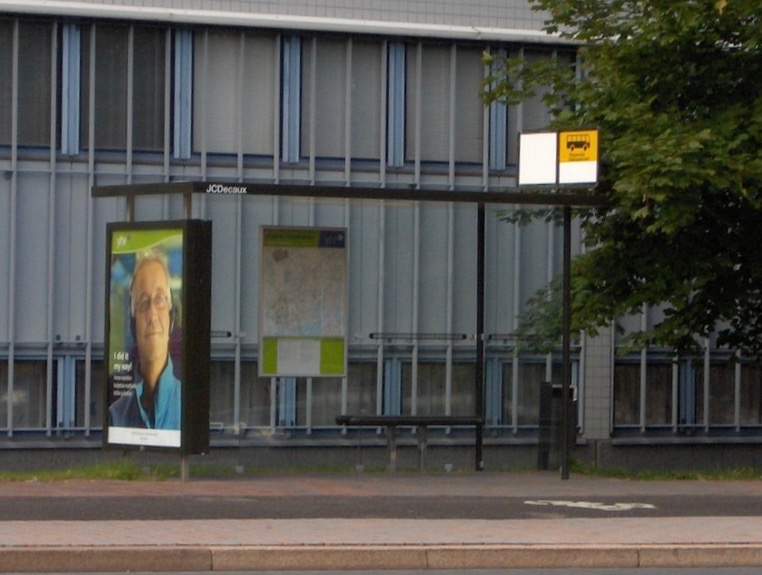
Abribus